# Ohh! Monica
Ohh! Monica är ett album av sångerskan Monica Zetterlund inspelat 1965.

## Låtlista
1. Farfars vals (musik: Lars Färnlöf, text: Beppe Wolgers)
2. Siv Larssons dagbok ("Chega De Saudade" – musik:Antonio Carlos Jobim, text: Tage Danielsson)
3. Konstigt (musik: Torbjörn Iwan Lundquist, text: Beppe Wolgers)
4. Monicas vals ("Waltz for Debby", musik: Bill Evans, text: Beppe Wolgers)
5. En dag i augusti (text & musik: Britt Lindeborg)
6. Vilsevalsen (musik: Georg Riedel, text: Beppe Wolgers)
7. En valsmelodi (musik: Lille Bror Söderlund, text: Nils Ferlin)
8. Jag tror på dig ("I believe in you" – musik: Frank Loesser, text: Gösta Bernhard, Stig Bergendorff)
9. När jag vaknar (musik: Torbjörn Iwan Lundquist, text: Beppe Wolgers)
10. Vart tar vinet vägen (musik: Georg Riedel, text: Beppe Wolgers)
11. Spela för mig (musik: Torbjörn Iwan Lundquist, text: Beppe Wolgers)
12. Visa från Utanmyra (arr: Jan Johansson – musik: trad, text: Björn Lindroth)

## Medverkande
- Monica Zetterlund – sång
- Göran Pettersson – bas
- Georg Riedel – bas
- Rune Gustafsson – elgitarr
- Staffan Abeleen – piano
- Jan Johansson – piano
- Björn Netz – tenorsaxofon
- Egil Johansen – trummor
- Bo Skoglund – trummor
- Lars Färnlöf – trumpet